# Diosas Tenma
Las diosas Tenma son doce deidades guardianes en el orden Gelug del budismo tibetano.   En jerarquía, se posicionan bajo Palden Lhamo, una de las ocho deidades Dharmapala.
En Dharamsala, India, existe un oráculo Tenma, para el que una joven tibetana es la kuten, que literlamente significa "la base física".